# Shadowman
A Shadowman egy szuperhős, horror és dark fantasy képregény-sorozat, amelyben a kitalált címszereplő megpróbáltatásait követhetjük nyomon. A karakter a Valiant Comics által elindított Shadowman (vol. 1) 1. számában (1992. május) debütált. Azóta a Valiant Univerzum egyik kulcsfigurája. Több időszakot is felölel a karakter kiadástörténete. Shadowman felbukkan saját sorozataiban, videójátékokban, valamint más Valiant képregényekben.

## Megjelenések

### Volume 1 (Valiant Comics)
A fekete Jack Dominique Boniface (cameo-szerepben jelent meg elsőnek az X-O Manowar (v1) 4. számában 1992-ben) New Orleans éjszakai életét élő dzsesszzenész, akit végzetes napján megtámad és megsebez egy titokzatos vudu boszorkány. Miután szerencsésen megmenekül, képes felismerni a démonok valódi arcát, és késztetést érez arra, hogy üldözze a gonoszt, így ő lesz az árnyékban megbújó és különleges képességekkel rendelkező védelmező, a Shadowman.
Az eredeti (v1) karaktert Jim Shooter, Steve Englehart és David Lapham alkotta meg a Valiant Comics berkeiben. Az első széria folytatásos sorozat volt, amely 1992 májusától 1995 decemberéig tartott, 44 számot (#0-43) élt meg.
Két speciális kiadás kapcsolódik hozzá:
- Darque Passages (1994. január)[3][4]
- Shadowman Yearbook (1994. december)[5][6]

### Volume 2-3 (Acclaim Comics)
New Orleans városának új védelmezőre van szüksége, akinek megvan a bátorsága és acélidegei ahhoz, hogy felvegye a harcot a holtakkal. De amikor a Shadowmant irányító természetfeletti vudu erők egy kőkemény és titokzatos múltú, csak Zero (Michael 'Mike' LeRoi) néven ismert bérgyilkoshoz fordulnak, hogy vegye fel a maszkot, a dolgok halálosabbra fordulnak, mint azt bárki is gondolta volna...
Az új (v2-3) karaktert Garth Ennis és Ashley Wood alkotópáros indította útjára miután a Valiantot az Acclaim Entertainment felvásárolta. Tekinthetjük soft rebootnak, mert a történeti folytonosság megmaradt, de a karakter és a stílus (itt kezd a legjobban horrorba hajlani) megváltozott. A második széria 1997 márciusától 1998 júniusáig 20 számot (#1-20) ért meg. A v3 az előző folytatása Michael LeRoi karakterével. Az Acclaim pénzügyi problémái miatt mindössze hat szám után megszüntették. 1999 júliusától az év decemberéig tartott. Tervben volt még hat füzet a következő évre. A vállalat 2004-ben csődbe került, majd hamarosan be is zárta kapuit. Jogtulajdonai pedig a piacra kerültek.
Ebben az időszakban megjelenő Shadowman kötődésű képregények:
- Turok/Shadowman (1999. február)[12][13]
- Shadowman Presents: Deadside #1-3 (1999. február – 1999. április)[14]
- The Valiant Deaths of Jack Boniface #1-2 (1999. szeptember – 1999. október)[15]

### Volume 4-6 (Valiant Entertainment)
Az amerikai dél, Louisiana állam legnagyobb városában, New Orleansban járunk. A fiatal Jack Boniface ráébred, hogy családja vérvonalán keresztül szoros kapcsolatban áll a szellemvilággal és a vudu erőkkel. Okkultizmus és mágia adja a lendületet az élők (Liveside) és holtak (Deadside) birodalma között átívelő történethez.
A 2005-ben alapított Valiant Entertainment a minőség a mennyiség helyett megközelítéssel 2012-ben újraindította a teljes Valiant Univerzumot. Abban az évben elindított Shadowman (v4) az eredeti komplett rebootja, főszerepben újra Jack Boniface. A negyedik sorozat számait 2012 novemberétől 2014 márciusáig adták ki (#0-16, #13X). Ezt követte a következő hónapban egy háromrészes minisorozat, ami a v4 lezárásaként szolgált, a Shadowman: End Times.
Egyéb képregények:
- 4001 A.D.: Shadowman (2016. július)[21][22]

A Valiant Univerzum eseményei a 41. századában. 4001 A.D. crossover eseményhez kapcsolódó önálló és egyszeri szám, ami a későbbi Deadside-ra és a jövőbeli Shadow Loa megtestesülésére összpontosít.
- Divinity III: Shadowman & The Battle of New Stalingrad (2017. február)[23][24]

A Valiant Univerzum alternatív változata, amelynek történései egy másik idővonalon zajlanak, és az ismert karakterek szovjet változatait követi. Divinity III: Stalinverse crossover eseményhez kapcsolódó önálló és egyszeri szám. A Szovjetunió titkos fegyvere és ügynöke: Shadowman!
- Rapture #1-4 (2017. május – 2017. augusztus)[25][26]

A Ninjak (v3) 10-13. részében lezajlott Operation Deadside történetszál folytatása. A holtak világában játszódó crossover az ifjú geomanta Tama, Ninjak, Punk Mambo, és Jack Boniface mint Shadowman főszereplésével.

### Gyűjteményes kiadások (angol)
| Cím                                        | Gyűjtemény tartalma                                                                                               | Megjelenés dátuma | ISBN                |
| Valiant Comics                             | Valiant Comics | Valiant Comics    | Valiant Comics      |
| ------------------------------------------ | --- | ----------------- | ------------------- |
| Shadowman                                  | Shadowman (vol. 1) #1-3, #6                                                                                       | 1994. január      |                     |
| Valiant Masters: Shadowman: Spirits Within | Shadowman (vol. 1) #0-7                                                                                           | 2013. június      | ISBN 978-1939346018 |
| Shadowman Classic Omnibus Volume 1         | Shadowman (vol.1) #0-24, The Second Life of Doctor Mirage #5, Secret Weapons (vol. 1) #1-2, és Darque Passages #1 | 2021. október     | ISBN 978-1682153864 |
| Acclaim Comics                             | |                   |                     |
| Shadowman [Garth Ennis & Ashley Wood]      | Shadowman (vol. 2) #1-4, Shadowman: Deadside #1-3                                                                 | 2016. július      | ISBN 978-1682151358 |
| Shadowman [Jamie Delano & Charlie Adlard]  | Shadowman (vol. 2) #5-15                                                                                          | 2022. május       | ISBN 978-1682154229 |
| Valiant Entertainment                      | |                   |                     |
| Shadowman Vol. 1: Birth Rites              | Shadowman (vol. 4) #1-4                                                                                           | 2013.május        | ISBN 978-1939346001 |
| Shadowman Vol. 2: Darque Reckoning         | Shadowman (vol. 4) #5-9                                                                                           | 2013. október     | ISBN 978-1939346056 |
| Shadowman Vol. 3: Deadside Blues           | Shadowman (vol. 4) #0, 10-12                                                                                      | 2014. január      | ISBN 978-1939346278 |
| Shadowman Vol. 4: Fear, Blood and Shadows  | Shadowman (vol. 4) #13-16                                                                                         | 2014. május       | ISBN 978-1939346278 |
| Shadowman: End Times                       | Shadowman: End Times #1-3                                                                                         | 2014. szeptember  | ISBN 978-1939346377 |
| Shadowman Deluxe Edition Book 1            | Shadowman (vol. 4) #0-10                                                                                          | 2014. november    | ISBN 978-1939346438 |
| Shadowman Deluxe Edition Book 2            | Shadowman (vol. 4) #11-13, 13X, Shadowman: End Times #1-3, Punk Mambo #0                                          | 2017. szeptember  | ISBN 978-1682151075 |
| Shadowman Vol. 1: Fear of the Dark         | Shadowman (vol. 5) #1-3                                                                                           | 2018. július      | ISBN 978-1682152393 |
| Shadowman Vol. 2: Dead and Gone            | Shadowman (vol. 5) #4-7                                                                                           | 2018. november    | ISBN 978-1682152874 |
| Shadowman Vol. 3: Rag and Bone             | Shadowman (vol. 5) #8-11                                                                                          | 2019. március     | ISBN 978-1682153147 |
| Shadowman by Andy Diggle Deluxe Edition    | Shadowman (vol. 5) #1-11, Shadowman/Rae Sremmurd #1                                                               | 2021. május       | ISBN 978-1682153727 |
| Shadowman Book One                         | Shadowman (vol. 6) #1-4                                                                                           | 2021. november    | ISBN 978-1682153741 |
| Shadowman Book Two                         | Shadowman (vol. 6) #5-8                                                                                           | 2022. augusztus   | ISBN 978-1682154267 |
| Book of Shadows                            | Book of Shadows #1-4                                                                                              | 2023. december    | ISBN 978-1962201001 |

## Képességek

### Valiant Comics
Jack hősként paranormális erővel, állóképességgel, gyorsasággal, fürge reflexekkel, éjszakai látással, regeneráló és rejtőzködő képességgel, valamint egyéb vudu erőkkel rendelkezik, de tud siklani a levegőben és képes a félelmein uralkodni.

## Videójátékok
1999-es Shadow Man Nintendo 64, PlayStation, Dreamcast otthoni videójáték-konzolokra, és PC-re jelent meg. Shadow Man Remastered című felújított kiadása 2021-ben látott napvilágot. 2002-ben jött a folytatás. Shadow Man: 2econd Coming csak PlayStation 2-re adták ki. Mindkét akció-kalandjáték középpontjában Mike LeRoi, az Acclaim Comics-féle Shadowman áll.
2023 májusában jelentették be az új játékot, a Shadowman: Darque Legacy a Valiant több évtizedes Shadowman-történeteire épül, és most végre először az eredeti szereplő, Jack Boniface bőrébe bújhatunk.

## Érdekességek
- A képregényeket több nyelvre lefordították, többek között németre,[33] olaszra,[34] spanyolra, norvégra és kínaira.[35][36]
- Shadowman (vol. 1) 4. számának borítóját Frank Miller rajzolta, ez van a Shadowman Classic Omnibus Volume 1 köteten is. A 6. szám és borítójának megrajzolásában pedig Steve Ditko vett részt.
- 1999-ben a rapper/színész Ice Cube megkereste az Acclaim Entertainmentet azzal a javaslattal, hogy készítsenek filmet a karakterből. A vállalat visszautasította az ajánlatot, mivel akkoriban videójáték-franchise sikerére koncentrált.[37]
- Damion Poitier alakításában Shadowman megjelenik a 2018-as Ninjak vs. the Valiant Universe című websorozatban.[38]
- A Sound of Thunder nevű metalegyüttes 2015-ös Tales from the Deadside című albuma a Valiant Entertainment által újraindított Shadowman alapján készült hivatalos licenccel.[39][40]
- New Orleans polgármestere, Sidney Barthelemy hivatalosan Shadowman-nappá („Shadowman Day”) nyilvánította 1993. január 17-ét.[41]

## Fordítás
- Ez a szócikk részben vagy egészben  a   Shadowman (comics) című angol Wikipédia-szócikk fordításán alapul.  Az eredeti cikk szerkesztőit annak laptörténete sorolja fel. Ez a jelzés csupán a megfogalmazás eredetét és a szerzői jogokat jelzi, nem szolgál a cikkben szereplő információk forrásmegjelöléseként.